# Ensta ö naturreservat

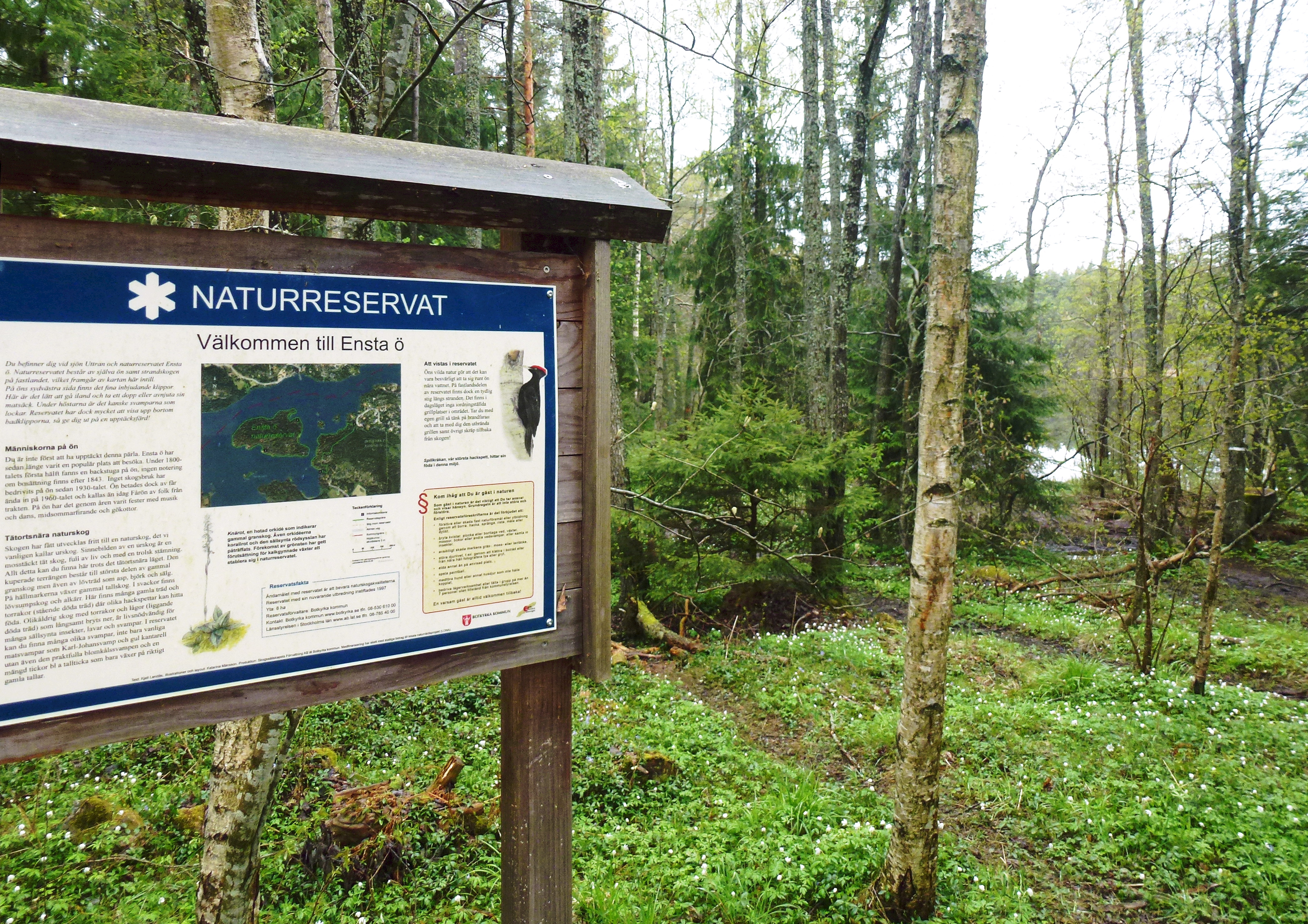
Informationsskylt i reservatsgränsen.

Ensta ö naturreservat är ett naturreservat som ligger till största delen på Ensta ö i sjön Uttran i Grödinge socken i Botkyrka kommun. Naturreservatet bildades  1997 och har en total area på 8 hektar, då ingår en smal remsa på fastlandet. Förvaltare är Botkyrka kommun.

## Historik
Under 1800-talets första hälft fanns en backstuga på ön, men efter 1843 är ingen bosättning registrerad. Fram till 1930 bedrevs skogsbruk  på Ensta ö och därefter fick en naturskog fritt utveckla sig. Ön kallades i trakten  även ”Fårön” eftersom får betade där ända in på 1960-talet.

## Reservatet
Naturreservatet Ensta ö bildades enligt kommunalt beslut den 6 oktober 1997 och omfattar förutom själva ön även en mindre strandremsa på fastlandet mittemot ön. Numera domineras reservatet av naturskogsartad barrskog med mindre sumpskogar som  ligger insprängda mellan de kullar som är karakteristiska för öns inre. Bland intressanta blommor märks knärot  som trivs i gammal granskog samt linnea och skogsstjärna. Under hösten är det gott om svamp. Syftet med reservatet är bevara naturskogskvaliteterna.

## Bilder

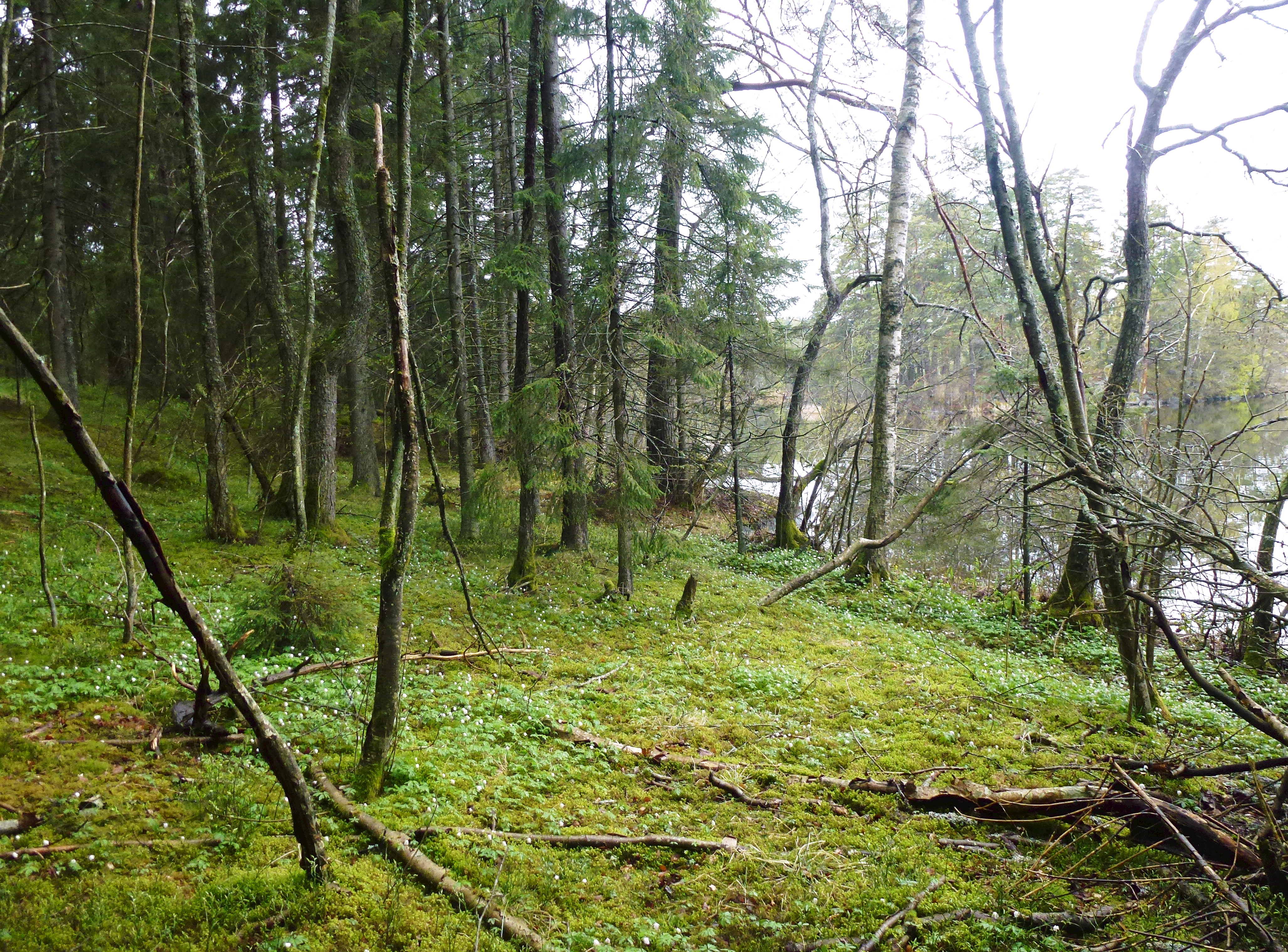
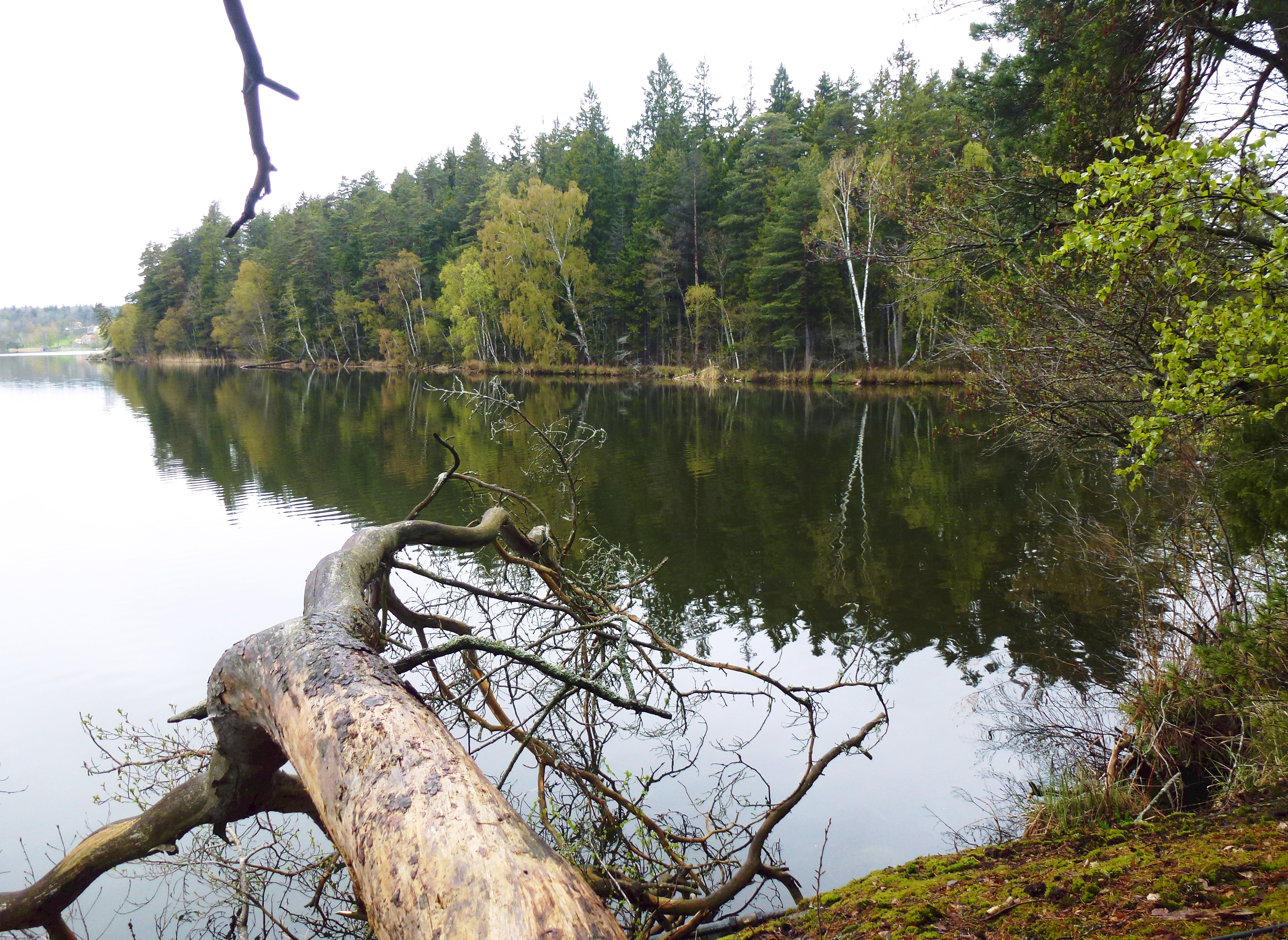
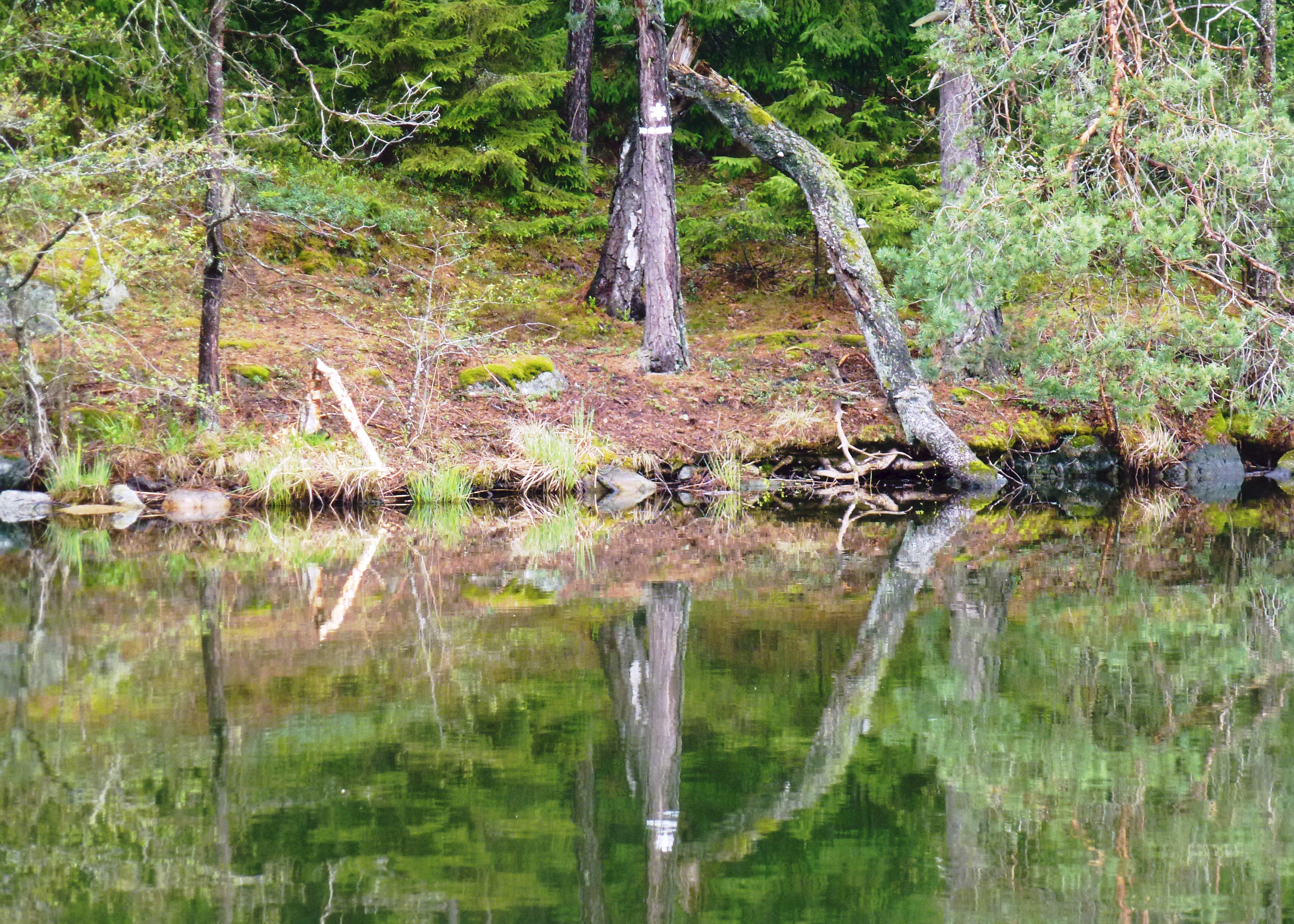